# Symfonie nr. 38 (Haydn)
De Symfonie nr. 38 (bijgenaamd de Echo-symfonie) is een symfonie van Joseph Haydn in de toonsoort C-majeur, die hij vermoedelijk in 1768 gecomponeerd heeft. Door vorst Nikolaus werd vanaf 1762 een groter orkest voor het rijke geënsceneerde leven op slot Esterhaza ingesteld. Voor dit type orkest zijn juist de 'stralende' symfonieën in C-majeur met hun trompetten en pauken karakteristiek, die in de traditie van de barokke 'Intrada's' (openingsmuziek bij een feestelijke gelegenheid) staan. In dezelfde traditie staan naast nr. 38 ook Haydns symfonieën nrs. 20, 32, 33, 41, 48, 50 en 69.
De bijzonderheden van de 38e Symfonie liggen vooral in het barokke karakter van het 2e deel met imitaties en echo's, en aan het gebruik van een solo-hobo in het Trio en de Finale. Kenyon ziet dit in samenhang met de benoeming van de hoboïst Vittorino Colombazzo in het orkest.

## Over de muziek

### Bezetting
2 hobo's, 2 hoorns in C, 2 trompetten, 2 violen, altviool, cello, contrabas, pauk. Er waren toentertijd ook afwijkende versies zonder trompetten en pauken in omloop. Een zo'n versie is bijvoorbeeld de opname van de Academy of Ancient Music met C. Hogwood. Pinnock past in zijn opname met het English Concert naast pauken en trompetten ook een versterkte continuopartij toe, bestaande uit klavecimbel en fagot. Een verder onderscheid in opnamen bestaat daarin, dat Hogwood in tegenstelling tot Pinnock alle in de partituur aangegeven herhalingen laat spelen.

### Duur
De lengte van deze symfonie is ca. 20 minuten, afhankelijk van of er wel of niet herhaald wordt.

### Delen

#### 1e deel:Allegro (muziektempo)di molto
Dit deel staat in C-majeur. Gesyncopeerde ritmes in de tussenstemmen verlenen het muzikale gebeuren vanaf het begin een krachtig karakter, onderstreept door een lang orgelpunt op C en paukenslagen. In de versie met pauken, trompetten en versterkt continuo werkt de bas aan het begin van het deel als overheersend. In het verder verloop van het deel is vooral de dichte, imiterende stemvoering in de doorwerking opmerkelijk.

#### 2e deel:Andantemolto
Dit deel staat in F-groot. Alleen de strijkers spelen, en het karakter lijkt op Oostenrijkse kerkgezangen. Het deel is misschien door barokke luistermuziek beïnvloed: de fraseneinden van de eerste violen worden door de tweede violen con sordino herhaald, waarschijnlijk komt hiervandaan de bijnaam van deze symfonie: de Echo-symfonie. De basstem stopt voor het einde van het deel, en de muziek sterft hierdoor langzaam weg in klank.

#### 3e deel: Allegro
Dit is weer een deel in C-majeur. Het dansante snelle menuet in forte contrasteert in klankkleur met het zachte pianotrio waar de solo-hobo en begeleidende strijkers een grote rol spelen.

#### 4e deel: Finale: Allegro di molto
Ook het laatste deel staat in C-majeur. Haydn bouwt hier uit nogal summier thematisch materiaal een spanningsboog op met contrastrijke en deels contrapuntische elementen. Het deel bevat naast syncoperingen ook virtuoze loopjes. Door de inzet van de solo-hobo vanaf het 2e thema en een cadens voor de hobo aan het einde van de doorwerking krijgt dit deel het karakter van een hoboconcert.